# سكان المجر
هذه مقالة عن ملامح الديمغرافيا لسكان المجر، بما في ذلك الكثافة السكانية، والعرق، ومستوى التعليم، والصحة، والوضع الاقتصادي، والانتماءات الدينية وجوانب أخرى.

## السكان
تتكون التركيبة السكانية في المجر من عرقيات مختلفة يعتمد السكان الهنغارية و السلافية كما تشير الاحصائيات .يذكر مصدر واحد 200 000 و 400 السلاف الهنغاريين، 000 [1] في حين مصادر أخرى في كثير من الأحيان لا تعطي تقديرات لكليهما، مما يجعل المقارنة أكثر صعوبة. وتشير التقديرات في كثير من الأحيان حجم السكان الهنغاريون حول 895 بين 120 000 و 000 600، [2] مع عدد من التقديرات في نطاق 000 400-600. [1] [3] [4] مصادر أخرى تذكر فقط قوة قتالية من المحاربين المجرية 25 000 التي استخدمت في الهجوم، [5] [6] في حين امتنع عن تقدير عدد السكان بمن فيهم النساء والأطفال والمحاربين عدم المشاركة في الغزو. في التركيبة السكانية التاريخية أكبر صدمة في وقت سابق وكان الغزو المغولي من المجر، وأصاب عدة كما أخذت تؤثر سلبا على سكان البلاد. وفقا لعلماء الديموغرافيا، وقدم حوالي 80 في المئة من السكان من المجريين قبل معركة موهاج، أمست مجموعة الهنغارية العرقية أقلية في بلده بعد الحرب Rákóczi من أجل الاستقلال. تغييرات الإقليمية الكبرى المجر متجانسة عرقيا بعد الحرب العالمية الأولى في الوقت الحاضر، أكثر من تسعة أعشار السكان الهنغارية عرقيا ويتحدث المجري للغة الأم. [7]

### 900-1910
| Time                  | Population                                                                                            | Percentage rate of مجريون (without Kingdom of Croatia) | Notes |
| --------------------- | --- | ------------------------------------------------------ | --- |
| حوالي 900 بعد الميلاد | حوالي 600,000                                                                                         | 66%                                                    | |
| 1000                  | 1,000,000-1,500,000                                                                                   |                                                        | |
| 1222                  | 2,000,000                                                                                             | 70–80%                                                 | The time of the Golden Bull. The last estimate before the الغزو المغولي لأوروبا.                                 |
| 1242                  | 1,200,000                                                                                             |                                                        | Population decreased after the الغزو المغولي لأوروبا(estimations about population loss are between 20% and 50%). |
| 1300                  | 2,000,000                                                                                             |                                                        | |
| 1348                  | - 5,000,000 - 3,000,000                                                                               |                                                        | Before the plague (at the time of the آل أنجو الكابيتيون kings.)                                                 |
| 1370                  | حوالي 2,000,000                                                                                       | 60–70%                                                 | |
| 1400                  | - 3,000,000-3,500,000 - 3,000,000                                                                     |                                                        | |
| 1490                  | - 5,000,000 - 4,500,000-5,000,000 - 4,000,000-4,500,000 - 4,000,000 - 3,500,000-4,000,000 - 3,400,000 | - 90% - 80-85% - 80% - 77% - 75-80% - 60-70%           | Before the Ottoman conquest (about 3.2 million Hungarians).                                                      |
| 1600                  | - 4,000,000-4,500,000 - 3,500,000                                                                     |                                                        | Populations of Royal Hungary, Transylvania and Ottoman Hungary together.                                         |
| 1699                  | - 4,000,000 - 3,500,000-4,000,000 - 3,500,000                                                         | - 50–55% - 50                                          | At the time of معاهدة كارلوفجة (not more than 2 million Hungarians).                                             |
| 1711                  | - 4,000,000 - 2,500,000                                                                               | - 53% - 45°%                                           | At the end of Kuruc War, starting date of the organized resettlement.                                            |
| 1720                  | - 4,000,000-4,500,000 - 4,000,000 - 3,500,000 - 2,600,000-4,000,000                                   | - 55% - 45% - 44% - 40% - 35%                          | |
| 1790                  | - 9,000,000 - 8,500,000 - 8,100,000-8,200,000                                                         | - 40% - 37.7% - 35%                                    | End of the organized resettlement, approximately 800 new German villages were established between 1711 and 1780. |
| 1828                  | 11,495,536                                                                                            | 40-45%[بحاجة لمصدر]                                    | |
| 1837                  | | - 44% - 37% (with كرواتيا)                             | |
| 1846                  | 12,033,399                                                                                            | - 40–45% - 41,6% - 36,5-40% (with Croatia)             | Two years before الثورة المجرية 1848.                                                                            |
| 1850                  | 11,600,000                                                                                            | - 41.4%                                                | |
| 1880                  | 13,749,603                                                                                            | 46%                                                    | |
| 1900                  | 16,838,255                                                                                            | 51.4%                                                  | |
| 1910                  | 18,264,533                                                                                            | - 54.5% - 48,1% (with Croatia)                         | 5% Jews (counted according to their mother tongue).                                                              |

ملاحظة: تشير البيانات إلى أراضي المملكة من المجر، وليس في الوقت الحاضر المجر.

### منذ عام 1900

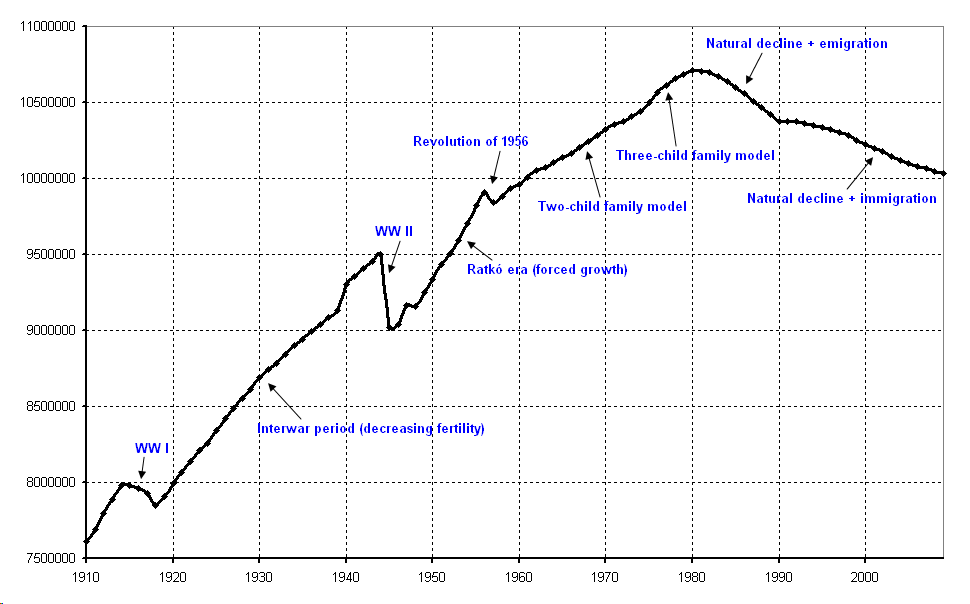
عدد سكان المجر (1910-2009، مع تعليقات)

الإحصاءات التالية الديموغرافية هي من CIA Factbook اعتبارا من شهر سبتمبر عام 2009، ما لم يتبين خلاف ذلك.
هيكل العمر:

0–14 years: 15% (male 763,553/female 720,112)

15–64 years: 69.3% (male 3,384,961/female 3,475,135)

65 years and over: 15.8% (male 566,067/female 995,768) (2009 est.)
نسبة الجنس:

at birth:
1.06 male(s)/female

under 15 years:
1.06 male(s)/female

15–64 years:
0.97 male(s)/female

65 years and over:
0.57 male(s)/female

total population:
0.91 male(s)/female (2009 est.)